# 인천 서구청장
인천 서구청장은 인천광역시 서구의 구청장이다.

## 역대 서구청장
| 대수     | 구청장 | 임기                             | 비고                |
| -------- | ------ | -------------------------------- | ------------------- |
| 초대     | 송인호 | 1988년 1월 1일~1990년 8월 26일   | 인천직할시 서구청장 |
| 2대      | 이지열 | 1990년 10월 6일~1993년 5월 9일   | 인천직할시 서구청장 |
| 3대      | 박수목 | 1993년 3월 29일~1994년 10월 17일 | 인천직할시 서구청장 |
| 4대      | 채종남 | 1994년 10월 18일~1995년 3월 28일 | 인천광역시 서구청장 |
| 5대      | 유정복 | 1995년 3월 29일~1995년 5월 31일  | 인천광역시 서구청장 |
| 6대      | 권중광 | 1995년 7월 1일~1998년 6월 30일   | 민선1기             |
| 7대      | 박현양 | 1998년 7월 1일~2002년 6월 30일   | 민선2기             |
| 8대      | 이학재 | 2002년 7월 1일~2006년 6월 30일   | 민선3기             |
| 9대      | 이학재 | 2006년 7월 1일~2007년 12월 11일  | 민선4기             |
| 직무대리 | 백인석 | 2007년 12월 11일~2008년 6월 4일  | 민선4기             |
| 10대     | 이훈국 | 2008년 6월 5일~2010년 6월 30일   | 민선4기             |
| 11대     | 전년성 | 2010년 7월 1일~2014년 6월 30일   | 민선5기             |
| 12대     | 강범석 | 2014년 7월 1일~2018년 6월 30일   | 민선6기             |
| 13대     | 이재현 | 2018년 7월 1일~2022년 6월 30일   | 민선7기             |
| 14대     | 강범석 | 2022년 7월 1일~                  | 민선8기             |

## 같이 보기
- 인천 서구청장 선거